# سفارة الصين في بولندا
سفارة الصين في بولندا هي أرفع تمثيل دبلوماسي لدولة الصين لدى بولندا. تقع السفارة في Śródmieście, Warsaw ‏ وهي تهدف لتعزيز المصالح الصينية في بولندا.

## وصلات خارجية
- الموقع الرسمي
- قائمة سفارات الصين
- قائمة السفارات في بولندا